# Кружок Сунгурова
Кружок Сунгурова — тайное антиправительственное объединение в Москве под руководством Н. П. Сунгурова.

## История
Николай Петрович Сунгуров (1805—?) — губернский секретарь канцелярии гражданского губернатора Москвы, бывший воспитанник Московского университета. В 1831 году Сунгуров пытался создать антиправительственную организацию, куда привлёк группу студентов Московского университета во главе с Я. И. Костенецким. В группу входили также П. А. Кашевский, Ю. П. Кольрейф, Ф. П. Гуров, П. А. Антонович, А. Кноблох и др. Кружок был довольно многочисленным (жандармы арестовали по этому делу 26 человек) — студенты, мелкие чиновники и офицеры.
Общество носило политический характер и выступало за необходимость подготовки восстания в Москве, за свержение монархии, убийство царя и введение конституции. Сунгуров обсуждал с членами общества планы подготовки революционного переворота, для успеха которого необходимо захватить артиллерию, вооружить народ и поднять его на восстание. Восстание должно было завершиться рассылкой воззваний в разные города России с разъяснением его целей и призывом выслать народных представителей в Москву для разработки конституции.
Я. И. Костенецкий: «Сунгуров был мужчина лет тридцати, маленького роста блондин, с быстрыми, вечно бегающими глазами, закрытыми золотыми очками. Он имел жену, женщину еще молодую, но простую и необразованную, кажется, бывшую его крестьянку, и дух малюток мальчиков. Квартира у него была большая, хорошо мебелированная, жил он очень прилично, имел хороший стол, экипаж, прислугу, всю обстановку, обнаруживавшую в нем богатого и порядочного человека, которая, в глазах неопытного и мало знающего свет юноши, придавала ему особенную важность и значительность».
Деятельность общества Сунгурова была в самом начале пресечена жандармами арестом всех членов «кружка Сунгурова» (1831) по доносу студента И. Н. Полоника. Также за недонесение были арестованы домовладелец Эммануил Пуансард, у которого снимал квартиру Сунгуров, и француз-кондитер Жан Берье, у которого в кофейне собирались заговорщики.
В декабре 1832 года военный суд Московского военного округа) вынес приговор: Н. П. Сунгурова и Ф. П. Гурова — казнить через четвертование; Я. И. Костенецкого, П. А. Антоновича, Ю. П. Кольрейфа, А. Кноблоха, П. Конашевского, И. Топорникова, отца и сына Пуансардов и француза-кондитера Берье — повесить. Дмитрия Козлова — расстрелять.
В январе 1833 года Николай I смягчил приговор, подарив жизнь всем заговорщикам. Домовладельца Эммануил Пуансард с сыном отпустил домой, но под гласный надзор полиции. Французу-кондитеру Берье зачли отсидку под следствием шесть месяцев и отпустили в свою кофейню на Кузнецком мосту, также под надзор полиции. Дмитрия Козлова сослали под пожизненный "домашний арест" в своё имение — со строжайшим наказом местному полицмейстеру: при малейшем нарушении отправить арестованного в ссылку в Сибирь. Всех осуждённых студентов Московского университета — отправили служить рядовыми в дальние гарнизоны, но с правом выслуги в первый офицерский чин. Н. П. Сунгуров и Ф. П. Гуров были лишены чинов и дворянства и сосланы на вечные каторжные работы в Сибири.
Сунгуровым была предпринята неудачная попытка побега, был пойман и наказан плетьми. Сунгуров умер на Нерчинских рудниках.
Н. П. Огарёв, А. И. Герцен, Н. В. Станкевич и др. организовали в Московском университете подписку в поддержку сосланных в солдаты студентов, за что за ними был установлен надзор полиции.